# St. Jo
St. Jo è un centro abitato degli Stati Uniti d'America situato nella contea di Montague dello Stato del Texas.
La popolazione era di 1.043 persone al censimento del 2010.

## Geografia fisica
Saint Jo è situata a 33°41′41″N 97°31′25″W (33.694829, -97.523488).
Secondo lo United States Census Bureau, ha un'area totale di 1,1 miglia quadrate (2,8 km²).

## Società

### Evoluzione demografica
Secondo il censimento del 2000, c'erano 977 persone, 404 nuclei familiari e 271 famiglie residenti nella città. La densità di popolazione era di 911,5 persone per miglio quadrato (352,5/km²). C'erano 470 unità abitative a una densità media di 438,5 per miglio quadrato (169,6/km²). La composizione etnica della città era formata dal 96,11% di bianchi, lo 0,20% di afroamericani, lo 0,82% di nativi americani, lo 0,10% di asiatici, l'1,43% di altre razze, e l'1,33% di due o più etnie. Ispanici o latinos di qualunque razza erano il 4,30% della popolazione.
C'erano 404 nuclei familiari di cui il 31,9% aveva figli di età inferiore ai 18 anni, il 49,0% aveva coppie sposate conviventi, il 13,4% aveva un capofamiglia femmina senza marito, e il 32,9% erano non-famiglie. Il 30,9% di tutti i nuclei familiari erano individuali e il 17,1% aveva componenti con un'età di 65 anni o più che vivevano da soli. Il numero di componenti medio di un nucleo familiare era di 2,40 e quello di una famiglia era di 3,00.
La popolazione era composta dal 27,3% di persone sotto i 18 anni, il 7,1% di persone dai 18 ai 24 anni, il 25,2% di persone dai 25 ai 44 anni, il 20,7% di persone dai 45 ai 64 anni, e il 19,8% di persone di 65 anni o più. L'età media era di 38 anni. Per ogni 100 femmine c'erano 88,2 maschi. Per ogni 100 femmine dai 18 anni in giù, c'erano 84,4 maschi.
Il reddito medio di un nucleo familiare era di 27.045 dollari e quello di una famiglia era di 35.500 dollari. I maschi avevano un reddito medio di 31.711 dollari contro i 20.859 dollari delle femmine. Il reddito pro capite era di 15.225 dollari. Circa il 13,5% delle famiglie e il 15,5% della popolazione erano sotto la soglia di povertà, incluso il 21,5% di persone sotto i 18 anni e il 13,9% di persone di 65 anni o più.

## Istruzione
Saint Jo è servita dal Saint Jo Independent School District.